# Oberonia enoensis
Oberonia enoensis är en orkidéart som beskrevs av Johannes Jacobus Smith. Oberonia enoensis ingår i släktet Oberonia och familjen orkidéer.
Artens utbredningsområde är Moluckerna. Inga underarter finns listade i Catalogue of Life.